# うお座イオタ星
うお座ι星（うおざイオタせい、ι Piscium、ι Psc）は、うお座の恒星で4等星。
この星は、薄黄色の主系列星で表面温度は6000Kから7500Kである。太陽よりもいくらか大きく明るいが、周囲に地球型惑星が存在しうる範囲内である。うお座ι星は変光星であると疑われており、かつては1つか2つの伴星があると考えられていたが、どちらも視線が偶然一致する見かけの伴星であった。